# Deborah Cecilia
Deborah Cecilia Cruz Correia (Paulista, 5 de maio de 1985) é uma professora de Educação física e árbitra de futebol brasileira.

## Biografia e carreira
Deborah Cecilia Cruz Correia é natural de Paulista, em Pernambuco.[carece de fontes?] É ex-jogadora de futsal, e começou a arbitrar por sugestão dos amigos na faculdade de Educação física.
Foi a primeira mulher árbitra a apitar uma final do Campeonato Pernambucano, porém, durante a partida, ela foi vítima de uma tentativa de agressão praticada pelo jogador Jean Carlos após dar um cartão vermelho a ele. O atleta precisou ser contido por companheiros de equipe e adversários. A árbitra relatou o ocorrido na súmula da partida, onde citou ter sido vítima de uma "tentativa de agressão". Posteriormente, Jean Carlos foi julgado pelo Tribunal de Justiça Desportiva de Pernambuco (TJD-PE) sendo condenado a uma suspensão de dez jogos pela cotovelada e por indisciplina, porém ele foi absolvido da acusação de tentativa de agressão.
Já atuou em amistosos da Seleção Brasileira Feminina, Jogos Pan-Americanos de 2019 e a Copa Sul-Americana de 2018.

## Estatísticas
Estas são estatísticas das principais competições nacionais e internacionais.

### Jogos Pan-Americanos
Fonte: 

#### Feminino
| Edição | Fase       | Data   | Partida    | Partida     | Partida   | Estádio    | Cidade | Cartões                       | Cartões                           | Cartões | Pênalti · Pênalti | Ref.   |
| Edição | Fase       | Data   | Mandante   | Placar      | Visitante | Estádio    | Cidade | Penalizado com cartão amarelo | Penalizado · Penalizado · Expulso | Expulso | Pênalti · Pênalti | Ref.   |
| ------ | ---------- | ------ | ---------- | ----------- | --------- | ---------- | ------ | ----------------------------- | --------------------------------- | ------- | ----------------- | ------ |
| 2019   | Grupo A    | 28/jul | Paraguai   | 0 – 0       | Colômbia  | San Marcos | Lima   | 4                             | 0                                 | 0       | 0                 | [ 10 ] |
| 2019   | Semifinais | 6/ago  | Costa Rica | 3 – 4 (pro) | Colômbia  | San Marcos | Lima   | 3                             | 0                                 | 0       | 0                 | [ 11 ] |
| Total  | Total      | Total  | Total      | Total       | Total     | Total      | Total  | 7                             | 0                                 | 0       | 0                 |        |

### Competições da CONMEBOL
Fonte: 

#### Campeonato Sul-Americano Feminino (Sub-20)
| Edição | Fase       | Data   | Partida  | Partida | Partida   | Estádio         | Cidade    | Cartões                       | Cartões                           | Cartões | Pênalti · Pênalti | Ref.   |
| Edição | Fase       | Data   | Mandante | Placar  | Visitante | Estádio         | Cidade    | Penalizado com cartão amarelo | Penalizado · Penalizado · Expulso | Expulso | Pênalti · Pênalti | Ref.   |
| ------ | ---------- | ------ | -------- | ------- | --------- | --------------- | --------- | ----------------------------- | --------------------------------- | ------- | ----------------- | ------ |
| 2024   | Grupo A    | 11/abr | Equador  | 0 – 1   | Paraguai  | Alberto Spencer | Guaiaquil | 4                             | 0                                 | 0       | 0                 | [ 12 ] |
| 2024   | Grupo A    | 15/abr | Uruguai  | 0 – 1   | Argentina | Alberto Spencer | Guaiaquil | 3                             | 0                                 | 0       | 0                 | [ 13 ] |
| 2024   | Fase final | 26/abr | Peru     | 0 – 5   | Argentina | Alberto Spencer | Guaiaquil | 1                             | 0                                 | 0       | 0                 | [ 14 ] |
| Total  | Total      | Total  | Total    | Total   | Total     | Total           | Total     | 8                             | 0                                 | 0       | 0                 |        |

### Competições da CBF
Fonte: 

#### Campeonato Brasileiro Feminino – Série A1
| Edição | Fase       | Data   | Partida             | Partida | Partida       | Estádio          | Cidade         | Cartões                       | Cartões                           | Cartões | Pênalti · Pênalti | Ref.   |
| Edição | Fase       | Data   | Mandante            | Placar  | Visitante     | Estádio          | Cidade         | Penalizado com cartão amarelo | Penalizado · Penalizado · Expulso | Expulso | Pênalti · Pênalti | Ref.   |
| ------ | ---------- | ------ | ------------------- | ------- | ------------- | ---------------- | -------------- | ----------------------------- | --------------------------------- | ------- | ----------------- | ------ |
| 2024   | 1.ª fase   | 20/mar | Red Bull Bragantino | 2 – 2   | Palmeiras     | Gabriel M. Silva | S. de Parnaíba | 4                             | 0                                 | 0       | 0                 | [ 15 ] |
| 2024   | 1.ª fase   | 28/mar | Botafogo            | 0 – 0   | Real Brasília | Nilton Santos    | Rio de Janeiro | 1                             | 0                                 | 0       | 0                 | [ 16 ] |
| 2024   | 1.ª fase   | 13/mai | Flamengo            | 3 – 1   | Fluminense    | Luso-Brasileiro  | Rio de Janeiro | 1                             | 0                                 | 0       | 0                 | [ 17 ] |
| 2024   | 1.ª fase   | 7/jun  | Flamengo            | 1 – 1   | Grêmio        | Luso-Brasileiro  | Rio de Janeiro | 6                             | 0                                 | 0       | 0                 | [ 18 ] |
| 2024   | 1.ª fase   | 21/ago | Flamengo            | 1 – 0   | Ferroviária   | Luso-Brasileiro  | Rio de Janeiro | 2                             | 0                                 | 0       | 0                 | [ 19 ] |
| 2024   | Quartas    | 28/ago | Palmeiras           | 2 – 2   | Cruzeiro      | Jaime Cintra     | Jundiaí        | 4                             | 1                                 | 1       | 0                 | [ 20 ] |
| 2024   | Semifinais | 8/set  | Ferroviária         | 1 – 0   | São Paulo     | Fonte Luminosa   | Araraquara     | 2                             | 0                                 | 0       | 1                 | [ 21 ] |
| Total  | Total      | Total  | Total               | Total   | Total         | Total            | Total          | 20                            | 1                                 | 1       | 1                 |        |

#### Campeonato Brasileiro Masculino – Série B
| Edição | Fase      | Data   | Partida        | Partida | Partida     | Estádio           | Cidade         | Cartões                       | Cartões                           | Cartões | Pênalti · Pênalti | Ref.   |
| Edição | Fase      | Data   | Mandante       | Placar  | Visitante   | Estádio           | Cidade         | Penalizado com cartão amarelo | Penalizado · Penalizado · Expulso | Expulso | Pênalti · Pênalti | Ref.   |
| ------ | --------- | ------ | -------------- | ------- | ----------- | ----------------- | -------------- | ----------------------------- | --------------------------------- | ------- | ----------------- | ------ |
| 2018   | 2.º turno | 25/nov | Oeste          | 1 – 1   | Goiás       | Arena Barueri     | Barueri        | 3                             | 0                                 | 0       | 0                 | [ 22 ] |
| 2019   | 2.º turno | 23/nov | Botafogo-SP    | 0 – 0   | Cuiabá      | Arena Nicnet      | Ribeirão Preto | 3                             | 0                                 | 0       | 0                 | [ 23 ] |
| 2019   | 2.º turno | 30/nov | Figueirense    | 1 – 1   | Operário-PR | Orlando Scarpelli | Florianópolis  | 3                             | 0                                 | 0       | 0                 | [ 24 ] |
| 2023   | 1.º turno | 7/jun  | Sampaio Corrêa | 2 – 0   | Londrina    | Castelão          | São Luís       | 7                             | 0                                 | 1       | 0                 | [ 25 ] |
| Total  | Total     | Total  | Total          | Total   | Total       | Total             | Total          | 16                            | 0                                 | 1       | 0                 |        |

#### Campeonato Brasileiro Masculino – Série C
| Edição | Fase     | Data   | Partida       | Partida | Partida             | Estádio             | Cidade          | Cartões                       | Cartões                           | Cartões | Pênalti · Pênalti | Ref.   |
| Edição | Fase     | Data   | Mandante      | Placar  | Visitante           | Estádio             | Cidade          | Penalizado com cartão amarelo | Penalizado · Penalizado · Expulso | Expulso | Pênalti · Pênalti | Ref.   |
| ------ | -------- | ------ | ------------- | ------- | ------------------- | ------------------- | --------------- | ----------------------------- | --------------------------------- | ------- | ----------------- | ------ |
| 2017   | 1.ª f./B | 3/jun  | Volta Redonda | 2 – 0   | Tombense            | Raulino de Oliveira | Volta Redonda   | 7                             | 0                                 | 0       | 0                 | [ 26 ] |
| 2017   | 1.ª f./B | 24/jun | Macaé         | 1 – 0   | Joinville           | Moacyrzão           | Macaé           | 4                             | 1                                 | 0       | 0                 | [ 27 ] |
| 2020   | 1.ª f./A | 22/ago | Ferroviário   | 4 – 0   | Vila Nova           | Arena Castelão      | Fortaleza       | 5                             | 0                                 | 1       | 1                 | [ 28 ] |
| 2021   | 1.ª f./A | 17/jul | Jacuipense    | 0 – 0   | Botafogo-PB         | Pituaçu             | Salvador        | 5                             | 0                                 | 0       | 0                 | [ 29 ] |
| 2021   | 1.ª f./B | 2/ago  | Paraná        | 1 – 1   | Ypiranga de Erechim | Vila Capanema       | Curitiba        | 6                             | 0                                 | 0       | 0                 | [ 30 ] |
| 2022   | 1.ª fase | 13/ago | Figueirense   | 2 – 1   | ABC                 | Orlando Scarpelli   | Florianópolis   | 6                             | 0                                 | 0       | 0                 | [ 31 ] |
| 2024   | 1.ª fase | 20/mai | Athletic      | 1 – 0   | Aparecidense        | Arena Sicredi       | S. João del-Rei | 6                             | 0                                 | 0       | 0                 | [ 32 ] |
| Total  | Total    | Total  | Total         | Total   | Total               | Total               | Total           | 39                            | 1                                 | 1       | 1                 |        |

#### Campeonato Brasileiro Masculino – Série D
| Edição | Fase      | Data   | Partida             | Partida | Partida           | Estádio              | Cidade          | Cartões                       | Cartões                           | Cartões | Pênalti · Pênalti | Ref.   |
| Edição | Fase      | Data   | Mandante            | Placar  | Visitante         | Estádio              | Cidade          | Penalizado com cartão amarelo | Penalizado · Penalizado · Expulso | Expulso | Pênalti · Pênalti | Ref.   |
| ------ | --------- | ------ | ------------------- | ------- | ----------------- | -------------------- | --------------- | ----------------------------- | --------------------------------- | ------- | ----------------- | ------ |
| 2016   | 1.ª f./A3 | 26/jun | Náutico-RR          | 0 – 0   | São Raimundo-PA   | Roberto Marinho      | Boa Vista       | 4                             | 0                                 | 0       | 0                 | [ 33 ] |
| 2016   | 1.ª f./A9 | 12/jun | Murici              | 1 – 0   | Campinense        | José G. da Costa     | Murici          | 10                            | 0                                 | 0       | 1                 | [ 34 ] |
| 2017   | 1.ª f./A5 | 12/jun | Maranhão            | 3 – 0   | River-PI          | Castelão             | São Luís        | 7                             | 0                                 | 0       | 0                 | [ 35 ] |
| 2019   | 1.ª f./A3 | 27/mai | Ypiranga-AP         | 1 – 1   | Moto Club         | Zerão                | Macapá          | 6                             | 0                                 | 0       | 0                 | [ 36 ] |
| 2020   | 1.ª f./A2 | 19/set | Juventude Samas     | 4 – 0   | Santos-AP         | Marcos Pinheiro Neto | São Mateus      | 4                             | 0                                 | 0       | 0                 | [ 37 ] |
| 2021   | 1.ª f./A7 | 10/jul | Santo André         | 1 – 0   | Cianorte          | Distrital do Inamar  | São Paulo       | 7                             | 0                                 | 0       | 0                 | [ 38 ] |
| 2022   | 1.ª f./A1 | 9/jul  | Náutico-RR          | 0 – 6   | Amazonas          | Canarinho            | Boa Vista       | 2                             | 0                                 | 0       | 1                 | [ 39 ] |
| 2022   | 1.ª f./A2 | 24/abr | Fluminense-PI       | 4 – 0   | Tocantinópolis    | Lindolfo Monteiro    | Teresina        | 2                             | 0                                 | 0       | 1                 | [ 40 ] |
| 2022   | 1.ª f./A2 | 14/mai | Castanhal           | 0 – 0   | Tuna Luso         | São Benedito         | Bragança        | 4                             | 0                                 | 0       | 0                 | [ 41 ] |
| 2022   | 1.ª f./A7 | 17/jul | Santo André         | 3 – 0   | Pérolas Negras    | Bruno José Daniel    | Santo André     | 6                             | 0                                 | 0       | 0                 | [ 42 ] |
| 2023   | 1.ª f./A1 | 16/jul | Nacional-AM         | 2 – 1   | Tuna Luso         | Colina               | Manaus          | 5                             | 0                                 | 1       | 0                 | [ 43 ] |
| 2023   | 1.ª f./A2 | 28/mai | Tocantinópolis      | 1 – 2   | Atlético Cearense | Ribeirão             | Tocantinópolis  | 8                             | 0                                 | 0       | 0                 | [ 44 ] |
| 2023   | 1.ª f./A4 | 7/mai  | Jacuipense          | 1 – 2   | ASA               | Valfredão            | R. do Jacuípe   | 3                             | 0                                 | 0       | 0                 | [ 45 ] |
| 2024   | 1.ª f./A3 | 2/jul  | Potiguar de Mossoró | 0 – 0   | América de Natal  | Edgar B. Montenegro  | Assú            | 5                             | 0                                 | 0       | 0                 | [ 46 ] |
| 2024   | 1.ª f./A5 | 14/jul | Brasiliense         | 2 – 0   | CRAC              | Serejão              | Taguatinga      | 3                             | 0                                 | 0       | 0                 | [ 47 ] |
| 2024   | 1.ª f./A6 | 12/jun | Real Noroeste       | 0 – 1   | Nova Iguaçu       | Joaquim A. de Souza  | B. S. Francisco | 10                            | 0                                 | 0       | 0                 | [ 48 ] |
| Total  | Total     | Total  | Total               | Total   | Total             | Total                | Total           | 86                            | 1                                 | 0       | 3                 |        |

#### Copa do Nordeste Masculino
| Edição | Fase       | Data   | Partida    | Partida | Partida        | Estádio           | Cidade    | Cartões                       | Cartões                           | Cartões | Pênalti · Pênalti | Ref.   |
| Edição | Fase       | Data   | Mandante   | Placar  | Visitante      | Estádio           | Cidade    | Penalizado com cartão amarelo | Penalizado · Penalizado · Expulso | Expulso | Pênalti · Pênalti | Ref.   |
| ------ | ---------- | ------ | ---------- | ------- | -------------- | ----------------- | --------- | ----------------------------- | --------------------------------- | ------- | ----------------- | ------ |
| 2017   | Grupo B    | 22/mar | Altos      | 1 – 0   | Moto Club      | Lindolfo Monteiro | Teresina  | 8                             | 0                                 | 0       | 1                 | [ 49 ] |
| 2018   | Grupo B    | 1/fev  | Vitória    | 4 – 1   | Ferroviário    | Barradão          | Salvador  | 2                             | 0                                 | 0       | 0                 | [ 50 ] |
| 2020   | Preliminar | 26/jan | Ceará      | 2 – 2   | Freipaulistano | Presidente Vargas | Fortaleza | 3                             | 0                                 | 0       | 0                 | [ 51 ] |
| 2021   | Preliminar | 20/mar | 4 de Julho | 0 – 2   | Altos          | Albertão          | Teresina  | 2                             | 0                                 | 0       | 0                 | [ 52 ] |
| 2023   | Preliminar | 5/mar  | Sergipe    | 3 – 1   | Fluminense-PI  | Arena Batistão    | Aracaju   | 8                             | 0                                 | 0       | 0                 | [ 53 ] |
| 2024   | Preliminar | 6/mar  | Maranhão   | 1 – 0   | Treze          | Castelão          | São Luís  | 6                             | 0                                 | 0       | 0                 | [ 54 ] |
| Total  | Total      | Total  | Total      | Total   | Total          | Total             | Total     | 29                            | 0                                 | 0       | 1                 |        |

#### Copa Verde Masculino
| Edição | Fase    | Data  | Partida    | Partida | Partida   | Estádio           | Cidade | Cartões                       | Cartões                           | Cartões | Pênalti · Pênalti | Ref.   |
| Edição | Fase    | Data  | Mandante   | Placar  | Visitante | Estádio           | Cidade | Penalizado com cartão amarelo | Penalizado · Penalizado · Expulso | Expulso | Pênalti · Pênalti | Ref.   |
| ------ | ------- | ----- | ---------- | ------- | --------- | ----------------- | ------ | ----------------------------- | --------------------------------- | ------- | ----------------- | ------ |
| 2017   | Oitavas | 5/mar | Fast Clube | 1 – 0   | Santos-AP | Arena da Amazônia | Manaus | 2                             | 0                                 | 0       | 0                 | [ 55 ] |
| Total  | Total   | Total | Total      | Total   | Total     | Total             | Total  | 2                             | 0                                 | 0       | 0                 |        |

### Partidas entre Seleções Femininas
Fonte: 
| Edição | Fase            | Data   | Partida  | Partida          | Partida   | Estádio           | Cidade    | Cartões                       | Cartões                           | Cartões | Pênalti · Pênalti | Ref.   |
| Edição | Fase            | Data   | Mandante | Placar           | Visitante | Estádio           | Cidade    | Penalizado com cartão amarelo | Penalizado · Penalizado · Expulso | Expulso | Pênalti · Pênalti | Ref.   |
| ------ | --------------- | ------ | -------- | ---------------- | --------- | ----------------- | --------- | ----------------------------- | --------------------------------- | ------- | ----------------- | ------ |
| 2017   | Amistoso        | 9/abr  | Brasil   | 6 – 0            | Bolívia   | Arena da Amazônia | Manaus    | 3                             | 0                                 | 0       | 0                 | [ 56 ] |
| 2019   | T. Inter./final | 1/set  | Chile    | 0 – 0 (5–4 pen.) | Brasil    | Pacaembu          | São Paulo | 2                             | 0                                 | 0       | 0                 | [ 57 ] |
| 2021   | Amistoso        | 17/set | Brasil   | 3 – 1            | Argentina | O Amigão          | C. Grande | 2                             | 0                                 | 0       | 0                 | [ 58 ] |
| 2022   | Amistoso        | 25/jun | Chile    | 0 – 1            | Venezuela | La Granja         | Curicó    | 4                             | 0                                 | 0       | 0                 | [ 59 ] |
| Total  | Total           | Total  | Total    | Total            | Total     | Total             | Total     | 11                            | 0                                 | 0       | 0                 |        |